# Joan Gili i Montblanch
Joan Gili i Montblanch (Santa Coloma de Queralt, 14 de febrer de 1841 – Barcelona, 21 de desembre de 1905) va ser un editor català.
Les obligacions professionals el van empènyer a viure a Lleida, Barcelona, Mallorca, Barbastre, Madrid i Irun, on va guanyar les oposicions per una càtedra de professor d’idiomes, comptabilitat, comerç i dibuix en el Colegio San Luis. A la ciutat guipuscoana també treballa com a fabricant de sabons i representant de l’empresa Mongolfier. A partir de 1888 regenta una llibreria, amb la col·laboració dels seus fills; Gili aconsegueix ser el representant de la paperera francesa Montgolfier i dels llibres de litúrgia (missals i breviaris) editats a Bèlgica per Desclée de Brouwer.
Gili torna a Barcelona el 1891 per crear el segell editorial Juan Gili Editor, ubicada al carrer Consell de Cent n. 225. Segons Manuel Llanas, el seu objectiu és crear «un poderós centre editorial que popularitzi en llengua castellana les obres més notables de la moderna literatura catòlica». Viatja a Anglaterra, França, Itàlia, Alemanya i Bèlgica per obtenir drets d’obres i comprar màquines de precisió. Segons Philippe Castellanos, el «seu esperit d’inventor el va impulsar a muntar una fàbrica de tintes i més tard a comprar una fundació tipogràfica».
Joan Gili i Montblanch va ser el promotor d’una nissaga d’editors i llibreters, acreditada en la trajectòria professional dels seus fills: Gustau Gili i Roig va crear el 1902 una editorial independent; Maria Dolors Gili va donar continuïtat a l’empresa del seu pare; Lluís Gili i Roig, creador de la Llibreria Catòlica Internacional, també va crear el seu propi segell i va ser pare de Joan Gili i Serra, editor a Oxford; Rosa Gili i Roig va ser la mare del poeta i periodista Juan Gutiérrez Gili.